# 贝琳
贝琳，中國明代天文学家。生年不详，卒于明孝宗弘治三年（公元1490年）。字宗器，號竹溪拙臾，祖籍宁波定海，生于金陵（今南京市）。
贝琳家属军籍，其父迁居南京，贝琳于是地出生。少聪慧，修习儒学，希望以学术脱军籍。北上至京师习天文历算，正统年间因边事入伍，英宗天顺元年(1457年)，回到钦天监任漏刻博士之职。因天象示警，受明英宗皇帝召见，擢升为五官灵台郎，成化六年（1470年）升任监副。任监副后的第三年(1472年)，赴南京任监副，定居南京。此后，贝氏家族子承父业，传承七代，皆任职于钦天监，至明亡乃止，可谓天文世家。
贝琳著有《七政推步》一书，共七卷，以回回历为基础，用白羊、金牛等十二宫为不动之月，以一至十二大小月为动月，各有闰日，而不设闰月。

## 墓
贝琳夫妇墓位于今南京市江宁区东山街道，2016年披露，2023年9月列为南京市文物保护单位。